# عزلة اجتماعية

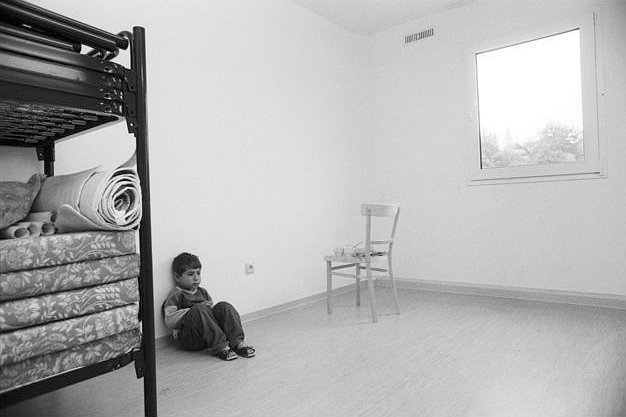

العزلة الاجتماعية تشير إلى الغياب التام أو شبه التام للتواصل مع المجتمع، وذلك بين الكائنات الاجتماعية. وغالبًا ما تكون العزلة لا إرادية، مما يميزها عن الميول أو الأفعال الانعزالية التي يقوم بها الشخص متعمدًا، تعددت أسماؤها ولكن المظاهر واحدة. وهي لا تشبه الوحدة المتصلة في غياب التواصل المؤقت مع البشر الآخرين. ويمكن أن تمثل العزلة الاجتماعية مشكلة لأي شخص مهما كان سنه، فقد تظهر على كل فئة عمرية
ويحتمل أن ينشأ عن مشاعر الوحدة والخوف من الآخرين أو تقدير الذات انخفاض تقدير الذات تقدير الذات السلبي التعرض لأضرار نفسية حادة.

## التأثيرات
تميل العزلة الاجتماعية الحقيقية التي تمتد عبر سنوات وعقود إلى أن تتحول إلى حالة مزمنة تؤثر على كافة عناصر تواجد الفرد. ولا يوجد لدى هؤلاء المنعزلين اجتماعيًا من يلجأون إليه في حالات الطوارئ الشخصية، ولا أحد يثقون فيه في أوقات الأزمة، ولا أحد يقيم سلوكهم أو يتعلمون منه الإتيكيت - وهو ما يطلق عليه في بعض الأحيان السيطرة الاجتماعية، ولكن ربما يكون أفضل وصف له أنه القدرة على رؤية كيفية تصرف الآخرين وتكيف الذات مع تلك التصرفات. ويمكن أن يتسبب غياب التواصل البشري المنتظم في نشوب خلافات مع الأصدقاء (المقربين) الذين ربما يتحدث معهم الشخص المنعزل اجتماعيًا من آن لآخر، أو ربما ينتج عنه مشكلات في التفاعل مع أفراد الأسرة. وقد يؤدي أيضًا إلى ظهور أفكار وسلوكيات مزعجة داخل ذلك الشخص. علاوة على ذلك، تؤثر العزلة الاجتماعية على المجتمع، وخصوصًا عندما تشمل البالغين. وفي معظم الأوقات، يتم إدخالهم إلى دور الرعاية إذا ظهرت عليهم علامات الإصابة الحادة بالعزلة الاجتماعية.
تعني التأثيرات اليومية لهذا النوع من العزلة الاجتماعية المزمنة البقاء في المنزل لأيام أو حتى أسابيع، وعدم الاتصال بأي من المعارف (المقربين) أو تلقي اتصالات منهم، وكذلك عدم التواصل الحقيقي مع أناس آخرين. وقد تعني أيضًا، حتى مع حدوث اتصال حقيقي أو غيره من أنواع التواصل مع أناس آخرين، أن يكون هذا الاتصال سطحيًا ونادرًا وموجزًا إلى حد كبير. هذا بالإضافة إلى الغياب التام للعلاقات الممتدة والهادفة، وخصوصًا العلاقات الحميمية المقربة (كل من الحميمية العاطفية والجسدية).

## الخلفية التاريخية
يحتمل أن تكون العزلة الاجتماعية سببًا وعرضًا للمشكلات العاطفية أو النفسية. ويوجد نوعان مختلفان يضمان العديد من الأنواع الفرعية.
إذا كانت العزلة الاجتماعية التي يعاني منها شخص بعينه مستمرة مدى الحياة وتاريخية ونمطية ومتواصلة ومزمنة (أي أنها مستمرة منذ مرحلة الطفولة المبكرة للغاية حتى مرحلة البلوغ الكامل)، فإنها تميل إلى إدامة نفسها حتى إذا لم تكن لدى الفرد رغبة حقيقية في البقاء وحيدًا، وأحيانًا حتى إذا بذل الفرد جهودًا حثيثة للاندماج في المجتمع.
وعلى الجانب الآخر، إذا نتجت العزلة الاجتماعية عن حدث في الحياة متأصل في مشاعر الإحباط أو عدم الملاءمة أو القلق، فهذا يختلف عن مشاعر الاغتراب المستمرة والمزمنة. وتقودنا وقائع بعينها في الحياة إلى العزلة الذاتية، وربما تزيد العزلة من مشاعر الوحدة أو الإحباط أو الخوف من الآخرين أو حتى تجعل صورة الذات أكثر سلبية.
تنتشر العزلة الاجتماعية بين الأفراد في مرحلة البلوغ المبكرة. وقد تستفحل هذه العزلة في بعض الحالات. وتظهر الحدود الواضحة أكثر تميزًا عندما يكتمل تطور جزء الأنا في الشخصية. ويتم تعريف عنصر الشخصية هذا الذي قدمه سيجموند فرويد على أنه تصور الشخص لجسده وعقله. ويمنح الاستقلال شعورًا بالانفصال عن الآخرين. وخلال فترة التطور هذه، ربما يصبح الفرد أكثر انهماكًا في المشاعر والأفكار المتعلقة بشخصيته الفردية والتي لا يمكنه مشاركتها بسهولة مع الآخرين. وقد ينتج ذلك عن مشاعر الخجل أو الذنب أو الاغتراب التي شعر بها في مرحلة الطفولة.
ما زال موضوع مدى مساهمة التكنولوجيا الحديثة، مثل الإنترنت والهواتف المحمولة في زيادة درجة العزلة (من أي نوع) محل جدل بين علماء الاجتماع. ومع ظهور مجتمعات التواصل الاجتماعي عبر الإنترنت، زادت خيارات القيام بالأنشطة الاجتماعية التي لا تتطلب التفاعل الجسدي في العالم الواقعي. وتلبي الآن غرف الدردشة ومنتديات الإنترنت وغيرها من أنواع المجتمعات عبر الإنترنت، احتياجات هؤلاء الأفراد الذين يفضلون البقاء في المنزل وحدهم، ولكن ما زال بإمكانهم تكوين مجتمعات من الأصدقاء عبر الإنترنت. هذا، ويدعي من يعارضون فكرة أن يعيش الأفراد حياتهم بشكل أساسي أو حصري عبر الإنترنت أن الأصدقاء الافتراضيين ليسوا بدلاء مناسبين عن الأصدقاء الحقيقيين، وأشار بحث بالفعل إلى أن الأشخاص الذين يستبدلون أصدقاءهم الحقيقيين بأصدقاء افتراضيين يصبحون أكثر شعورًا بالوحدة والإحباط عما كانوا من قبل.
يشكل الاعتماد على التكنولوجيا مشكلة في المجتمع المعاصر. ولا يمثل الإنترنت وأنظمة ألعاب الفيديو وغيرها مشكلة في التفاعل بين البشر فقط، ولكن يمكن للتكنولوجيا المستخدمة أن تتسبب أيضًا في مشكلات صحية خطيرة. وفي دراسة أجرتها أندريا كوكيت، سلطت الضوء على الأطفال المعتمدين على جهاز التنفس والعواقب التي نتجت عن الاعتماد على التكنولوجيا. إن هذه التكنولوجيات تبقي الأطفال على قيد الحياة، ولكنها تعزلهم عما هو خارج حدود المستشفى والمنزل. وقد اتفق العديد من الآباء على أن المنزل هو أنسب مكان يحظى فيه أطفالهم بالرعاية. ومع ذلك، يبقى الأطفال معزولين عن العالم الخارجي. وقد يؤدي ذلك إلى أعباء عاطفية فيما يتعلق بقدرة الطفل على إقامة علاقة مع إنسان آخر.
ترتبط العزلة الاجتماعية أيضًا بالإعاقات العقلية. ويبدو أن الأشخاص الذين يعانون من ضعف التعلم لديهم مشكلات مع التفاعل الاجتماعي. ودائمًا ما اعتقد العديد من المتخصصين أن العزلة الاجتماعية التي يعاني منها الطفل الذي لديه مشكلات في التعلم ما هي إلا نتيجة غير مقصودة لعجز التعلم. وقد توصلوا إلى تسبب مشكلة التعلم في مشكلات أكاديمية، وأن هذا بدوره أدى إلى الرفض والعزلة. وباتوا يدركون الآن أن هذه المشكلات الاجتماعية التي يواجهها هؤلاء الأطفال هي في الواقع نتيجة مباشرة لاضطراب التعلم. ويجعل الشعور بالرفض الطفل غير متجاوب مع التعليم والتوجيه. وهذا أمر شائع في البيئة المدرسية حيث يحيط بالطفل العديد من الأقران.
قد يتسبب العيش بمفردك في العزلة الاجتماعية. ووفقًأ لدراسة أجراها كل من كيمو هيرتشوا وبيكا مارتيكينان وجوسي فاهتيرا وميكا كيفيماكا، فقد أشاروا إلى أن عيش الأفراد بمفردهم يمكنه زيادة معدلات العزلة الاجتماعية ولجوؤهم إلى تعاطي المواد الكحولية. ويزداد انتشار العزلة الاجتماعية والعيش الوحيد في دول أخرى. وركزت هذه الدراسة بشكل أساسي على الوفيات الناتجة عن تعاطي الكحول بين الأشخاص الذين يعيشون بمفردهم في فنلندا. وتوصل الباحثون إلى أنه خلال مدة زمنية معينة حوالي 2/3 أفراد ممن يعيشون وحدهم ماتوا أيضًا من أسباب تتعلق بتعاطي الكحوليات. ولم تنته الدراسة إلى أن العيش الوحيد هو السبب الرئيسي للوفيات ذات الصلة بتعاطي الكحوليات، ولكنها زادت من تعاطيها. وقد ساهمت العزلة الاجتماعية في العواقب الناتجة عن تعاطي الكحوليات التي يمكن أن تتسبب في عواقب أكثر خطورة.
ويسهم الحزن أيضًا في الشعور بالعزلة الاجتماعية. فعند فقد شخص مقرب، قد يتسبب ذلك في مواجهة صعوبات في التفاعلات الاجتماعية. على سبيل المثال، إذا فقد شخص ما شريك حياته، فإنه يفقد دعمه الاجتماعي. وينبغي أن يعثر الآن على نوع آخر من الدعم لمساعدته على تجاوز وقت المحنة. وأثبتت الدراسات أن الصحة النفسية للأرامل اللاتي تحافظن على التواصل مع الأصدقاء أو الأقارب تكون أفضل. وتوصلت دراسة أجراها جونغ هوال ها وبيريت إنجرسول دايتون إلى انخفاض أعراض الاكتئاب لدى الأرامل اللاتي يكون لديهن الكثير من التواصل والتفاعلات الاجتماعية. وفي وقت الفقد، لا تكون العزلة الاجتماعية مفيدة للصحة النفسية للفرد.
بالرغم من احتمال تأثير العزلة الاجتماعية الفعلية على العزلة الاجتماعية المدركة (الوحدة)، فإن العزلة المدركة أكثر ارتباطًا بنوعية التفاعلات الاجتماعية عن مقدارها. ويرجع هذا بشكل جزئي إلى تأثر الوحدة بعوامل غير ذات صلة بالعزلة الفعلية، بما في ذلك الوراثيات وبيئة الطفولة والمعايير الثقافية والاحتياجات الاجتماعية والإعاقات الجسدية والتناقضات بين العلاقات الفعلية والعلاقات المرغوبة. ومن ثم، تتنبأ العزلة الاجتماعية المدركة بالعديد من النتائج التي تفوق أو تتجاوز ما هو متنبأ به من قِبل العزلة الفعلية.[بحاجة لمصدر] وقد كشف بحث أجراه كول وزملاؤه عن ارتباط العزلة الاجتماعية المدركة بالتعبير الجيني - وخصوصًا، انخفاض تعبير الجينات الحاملة لعناصر الاستجابة للقشراني السكري المضاد للالتهاب وفرط تعبير الجينات الحاملة لعناصر الاستجابة لعوامل نسخ العامل النووي المعزز لسلسلة ضوء كابا في الخلايا البائية النشطة (NF-κB)/بروتينات Rel الموالية للالتهابات. وتوازي هذه النتيجة انخفاض الحساسية اللمفاوية للتنظيم الفسيولوجي عن طريق المحور الوطائي النخامي الكظري (HPA) لدى الأفراد الذين يعانون من الوحدة، والتي مع دليل النشاط الزائد للمحور الوطائي النخامي الكظري، تشير إلى تطور المقاومة القشرانية السكرية لدى الأشخاص الذين يعانون من وحدة مزمنة.
على مدى العقدين الماضيين، زادت العزلة الاجتماعية مما تسبب في انخفاض التفاعل والتواصل الأسري. ويفتقر الأفراد إلى الشعور بالقدرة على الاقتراب من الآخرين لالتماس الراحة أو طلب النصح أو تكوين علاقات جسدية أو عاطفية معهم.

### أسباب إضافية
قد يكون عدم إنجاب الأطفال سببًا في شعور الأشخاص البالغين بالعزلة الاجتماعية. وسواءُ مات أطفالهم أو لم ينجبوا على الإطلاق، فإن الوحدة الناتجة عن عدم الإنجاب يمكن أن تكون سببًا في العزلة الاجتماعية. علاوة على ذلك، ترتبط فكرة التقاعد بالبالغين وكيف أنهم يخسرون أطفالهم والتفاعلات الاجتماعية؛ حيث إنهم لم يعودوا يعملون.

## عوامل الخطر
يوجد فيما يلي عوامل الخطر التي تزيد أسباب انعزال الأفراد بأنفسهم عن المجتمع. وتشمل هذه الأسباب الجاذبية والوضع الاقتصادي للفرد أو الأسرة والشفاء والدعم العام والصحة وترتيبات المعيشة.
- الصحة والإعاقات: قد يشعر الناس بالخجل من إعاقاتهم أو مشكلاتهم الصحية، لذا تكون لديهم رغبة في الانغلاق على أنفسهم لتجنب التفاعل الاجتماعي نتيجة الخوف من أن يحكم عليهم الآخرون.
- فقد الزوج/الزوجة: متى توفى الزوج/الزوجة، ربما يشعر الطرف الآخر بالوحدة.
- العيش وحيدًا: إن الناس يعيشون بمفردهم بشكل تلقائي ما يمكن أن يتسبب في الشعور بالحزن أو حتى الإحباط. وهو ما يؤدي إلى عزلة اجتماعية شديدة.
- التقدم في السن: متى بلغ الشخص سنًا معينة حيث يظهر عليه الضعف الإدراكي والإعاقات، يصبح غير قادر على الخروج والاندماج في المجتمع.
- مشكلات المواصلات: إذا لم يكن لدى الشخص وسيلة مواصلات تتيح له حضور الحفلات أو مجرد الخروج من المنزل، فلا خيار أمامه سوى البقاء في المنزل طوال اليوم؛ مما قد يؤدي إلى مشاعر الإحباط هذه.
- الرغبة في تجنب الشعور بالإزعاج الناتج عن التواجد مع الناس. ويمكن أن يحدث ذلك في حال كان الأشخاص الآخرين أحيانًا وقحين أو عدوانيين أو غليظين أو غير مرحين. وسيفضل الشخص حينها أن يكون وحيدًا لتجنب مشاحنات التعامل مع الناس.

## وجهات النظر
وفقًا لجيمس هاوس، عندما يتعلق الأمر بالمرض الجسدي، «فيمكن مقارنة حجم المخاطر المرتبطة بالعزلة الاجتماعية بمخاطر تدخين السجائر وغيرها من عناصر المخاطر الطبية البيولوجية والنفسية الاجتماعية الرئيسية. ومع ذلك، فإن فهمنا لكيفية وأسباب تشكيل العزلة الاجتماعية خطرًا على الصحة - أو بالعكس - كيف ولماذا تحمي الروابط والعلاقات الاجتماعية الصحة، ما زال محدودًا.»
كشف البحث الذي أجراه بروميت أن العزلة الاجتماعية غير مرتبطة بمجموعة كبيرة من مقاييس العوامل الديموغرافية وشدة المرض والأداء الجسدي والضائقة النفسية. ومن ثم، لا تستطيع هذه العوامل تبرير أو تفسير التأثيرات المؤذية الرئيسية للعزلة الاجتماعية.
ومع ذلك، تظهر الدراسات أن الأشخاص المنعزلين تنخفض تفاعلاتهم مع الآخرين ولديهم مصادر دعم نفسي/عاطفي ونفعي قليلة، إلى جانب مستويات منخفضة من النشاط الديني. والسؤال الجلي الذي يطرح نفسه هو ما إذا كان تقديم مبررات لواحد أو أكثر من هذه العوامل سيقلل ارتباط العلاقات/العزلة الاجتماعية بالصحة، وأي العوامل تشكل المكون الفعال في العزلة الاجتماعية التي تتسبب في التأثيرات المؤذية للصحة.
توجد أشياء يمكن القيام بها لتقديم يد العون للأشخاص المنعزلين اجتماعيًا. ووفقًا لبوفورد، «نجحت مدن عديدة في طرح مبادرات صديقة للمسن، بتشجيع من منظمة الصحة العالمية، لجميع كبار السن، بغض النظر عن موقعهم. وتسعى على وجه الخصوص إلى تحسين المواصلات والإسكان والدمج الاجتماعي والدعم المجتمعي والخدمات الصحية.» علاوة على ذلك، فإن الاهتمام بالشخص المنعزل اجتماعيًا ربما يحدث فرقًا. ويمكن أن يؤدي تخصيص يوم لقضاء بعض الوقت مع أحد الأشخاص إلى تغيير منظوره للحياة.
وإحدى أفكار الفطرة السليمة التي يتم التعبير عنها دائمًا هي أن العلاقات الاجتماعية تؤثر بشكل إيجابي على الصحة، ليس فقط بسبب الدعم العاطفي، بل أيضًا نتيجة السيطرة الاجتماعية التي يمارسها الآخرون على شخص ما، وخصوصًا بالتشجيع على السلوكيات المعززة للصحة، مثل أخذ القسط الكافي من النوم والنظام الغذائي الصحي والتمارين الرياضية والامتثال للنظم الطبية، أو بالتشجيع على السلوكيات المدمرة للصحة، مثل التدخين أو فرط الأكل أو تعاطي المسكرات أو تعاطي مواد الإدمان. ويوجد افتراض آخر؛ ألا وهو أن الروابط الاجتماعية تربط الناس بـشبكات اجتماعية منتشرة تعمل على تسهيل الوصول إلى مجموعة واسعة من الموارد الداعمة للصحة، مثل شبكات الإحالة الطبية، أو الوصول إلى آخرين يتعاملون مع مشكلات مماثلة، أو إتاحة فرص للحصول على الموارد اللازمة من خلال الوظائف أو التسوق أو المؤسسات المالية. وتختلف هذه التأثيرات عن الدعم، من حيث إنها ليست الوظيفة الطبيعية للروابط الاجتماعية المباشرة، ولكنها الروابط التي تقدمها هذه الروابط المباشرة لأناس آخرين. هذا بالإضافة إلى أن العزلة الاجتماعية يمكنها في بعض الأحيان التعاضد مع المرض النفسي بسبب السلوكيات المذكورة آنفًا.

### العزلة الاجتماعية في أنواع الحيوانات الاجتماعية
قدم كاشيوبو وزملاؤه افتراضًا آخر، يتمثل في أن عزلة أحد الأنواع الاجتماعية تنشأ عنها آثار بيولوجية مضرة. وفي مقابلة أجريت عام 2009، ذكر كاشيوبو وهوكلي أن صحة الأنواع الاجتماعية وحياتها وإرثها الجيني تكون مهددة عندما تجد نفسها في المحيط الاجتماعي. على سبيل المثال، تتسبب العزلة الاجتماعية في تقليل دورة حياة ذبابة الفاكهة وتزايد السمنة وداء السكري من النوع 2 في الفئران، وتزيد حجم الاحتشاء والوذمة وتقلل معدلات النجاة بعد السكتة التي تلي السكتات المستحثة معمليًا في الفئران، وتعزز تنشيط استجابة الجهاز العصبي السمبثاوي للاستيقاف الحاد أو المثير البارد في الجرذان، وتؤخر آثار التريض على تخلق النسيج العصبي البالغ في الجرذان، وتقلل النشاط مفتوح المجال وتزيد تركيزات الكورتيزول القاعدي وتقلل التكاثر اللمفاوي إلى ميتوجينات في الخنازير، كما تزيد مستويات هورمونات الكظر البولية التي تدوم 24 ساعة والدليل على وجود ضغط تأكسدي في قوس الأبهر في الأرانب، وأخيرًا تقلل التعبير الجيني المنظم لاستجابة القشرانية السكرية في قشرة المخ الأمامية في الخنانيص (صغار الخنازير).
وقد ظهر أيضًا أن العزلة الاجتماعية لدى الزرزور الشائع، أحد أنواع الطيور الاجتماعية للغاية والتي تعيش في أسراب، تتسبب في إصابة الطيور المنعزلة بالإجهاد.

### مؤشرات العزلة الاجتماعية
إن الشخص الذي تظهر عليه الأعراض التالية ربما يكون منعزلاً اجتماعيًا: الإحباط والاضطراب النفسي واضطراب المزاج وعدم القدرة على التواصل مع الآخرين ورفض مغادرة المنزل وتجنب الناس، بالإضافة إلى الشعور بالقلق والعصبية وإغلاق الباب على نفسه لتقليل قدرة الآخرين على الوصول إليه.